# Mecyclothorax lahainae
Mecyclothorax lahainae är en skalbaggsart som beskrevs av Britton 1948. Mecyclothorax lahainae ingår i släktet Mecyclothorax och familjen jordlöpare. Inga underarter finns listade i Catalogue of Life.